# Rowdy Rebel
Rowdy Rebel (справжнє ім'я: Чед Маршалл) — американський репер з Брукліна, підписант Epic Records, член GS9. Знявся у кліпі Боббі Шмерди «Hot Nigga» й узяв участь у записі офіційного реміксу з Fabolous, Крісом Брауном, Busta Rhymes, Jadakiss та Йо Ґотті.

## Ранні роки
Репер виріс у кварталі «The 90s» у Брукліні в районі Іст-Флетбуш. Почав читати реп у 5 років, однак став сприймати заняття всерйоз лише коли йому виповнилося 11. У дитячі роки репера на районі кликали «Rowdy», що й позначилося на сценічному імені. Багато членів GS9 (зокрема Боббі Шмерда) також походять з Іст-Флетбуша.

## Кар'єра
Rowdy Rebel став відомим у 2014 після успіху Шмерди. Він уклав угоду з Epic Records у липні 2014, всього за два тижні після того, як це зробив Боббі. Значна частина музики виконавця містить згадки району, де він виріс. За словами Rowdy, він та інші члени GS9 говорять про друзів з району, «щоб зберегти їхні імена».

## Проблеми із законом
17 грудня 2014 вранці поліція Нью-Йорка затримала Rowdy й більше десятка інших членів GS9 у Quad Studios після тривалого розслідування торгівлі наркотиками й стрілянини у Брукліні. Правоохоронці вилучили 21 одиницю вогнепальної зброї. Реперу призначили заставу у розмірі $2 млн. Чеда звинувачують у злочинній змові, необачливому підданні небезпеці, незаконному володінні зброєю, спробі нападу та замаху на вбивство. Наступне засідання призначено на 5 жовтня. Репер досі перебуває за ґратами.

## Дискографія

### Мікстейпи
- 2016: Shmoney Keeps Calling

### Сингли
Власні
| «Computers» (з участю Bobby Shmurda)                                   | 2014 | — | — | — | Shmoney Shmurda |
| «—» означає, що запис не потрапив до чарту чи не був виданий у країні. |      |   |   |   |                 |

Інших виконавців
- 2014: «That 30» (U.S.G! з участю Rowdy Rebel)
- 2014: «Bodies» (Chinx з участю Bobby Shmurda та Rowdy Rebel)